# 巴克鎮區 (伊利諾伊州埃德加縣)
巴克鎮區（英語：Buck Township）是位於美國伊利諾伊州埃德加縣的一個行政鎮區。

## 地方資料
根據2010年美國人口普查的數據，巴克鎮區的面積為88.80平方千米，當中陸地面積為88.80平方千米，而水域面積為0.00平方千米。當地共有人口291人，而人口密度為每平方千米3.28人。